# Los Locos - Greatest Hits
Los Locos - Greatest Hits è la prima raccolta del duo musicale italiano Los Locos, pubblicato dall'etichetta discografica Peerless  nel 1995.

## Tracce
1. El Tiburon (Dance Version) – 4:19
2. Macarena – 4:39
3. Vamos A La Fiesta – 4:10
4. Cucaracha Mix (Medley) – 6:38
5. Porompompero – 4:40
6. El Tiburon (Merengue Version) – 4:02
7. Mueve El Cuerpo – 3:48
8. El Meneaito – 4:05
9. Mambo Loco – 3:45
10. Banana Mix (Medley) – 6:07
11. Imaginate – 4:00
12. La Banda – 3:15
13. Tropicalypso – 4:32